# Panihati

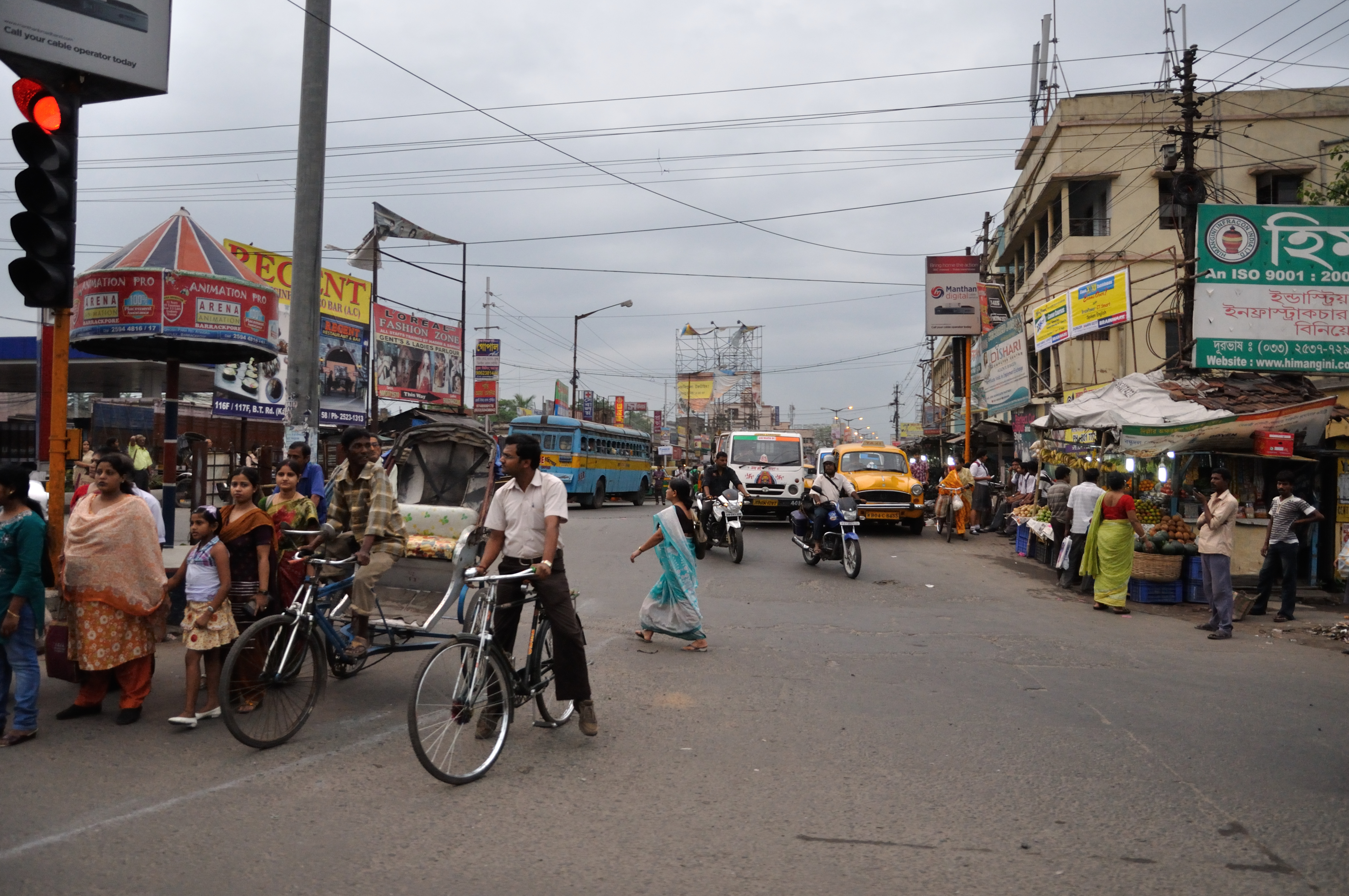
Gata i Panihati.

Panihati är en stad längs Huglifloden i Indien och är belägen i distriktet North 24 Parganas i delstaten Västbengalen. Staden, Panihati Municipality, ingår i Calcuttas storstadsområde och hade 377 347 invånare vid folkräkningen 2011.